# Ferdinandeum

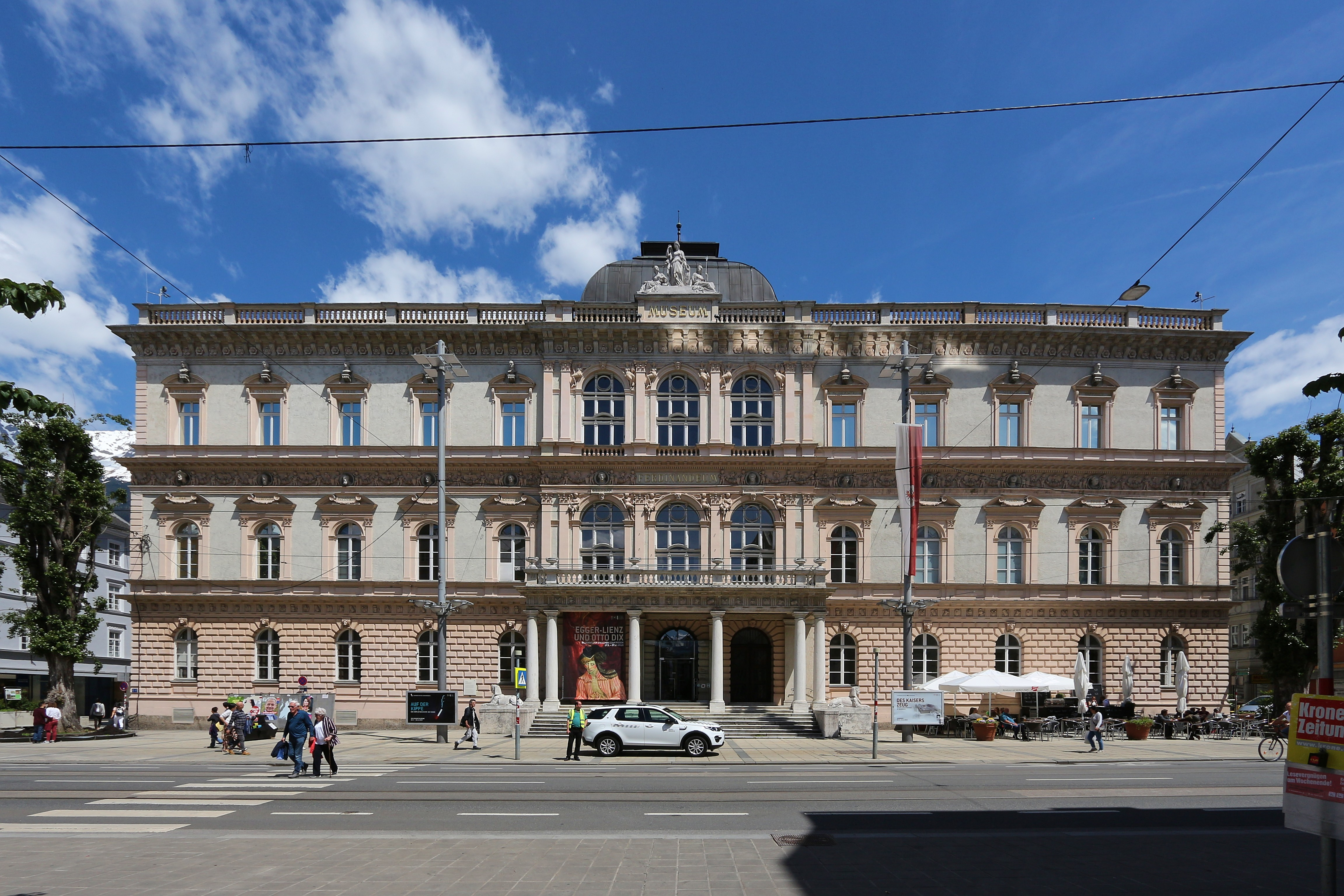
Ferdinandeum

Het Ferdinandeum, ook wel het Tiroler Staatsmuseum, is een museum in de stad Innsbruck (Oostenrijk). Het is genoemd naar de aartshertog Ferdinand II van Tirol. Het werd in 1823 geopend door de Verein Tiroler Landesmuseum Ferdinandeum. 
Het is naast 4 andere 'musea/bezienswaardigheden' onderdeel van het Tiroler Landesmuseen:
- Het Tiroler Volkskunstmuseum;
- De Hofkerk;
- Het Zeughaus;
- Het Innsbrucker Riesenrundgemälde (Tiroler panorama) en het Tiroler Kaiserjägermuseum.

De belangrijkste collecties van het Ferdinandeum omvatten:
- De geschiedenis van de prehistorie tot het Romeinse tijdperk tot de vroege middeleeuwen;
- Kunst en kunstnijverheid van romaans tot gotisch tot modern;
- Een collectie Nederlandse schilderijen met onder andere werken van Rembrandt van Rijn;
- Een muziekkamer met onder andere violen van Tiroler vioolbouwer Jakob Stainer;
- Een collectie moderne werken.

Daarnaast geeft het Ferdinandeum het naslagwerk Tiroler Urkundenbuch uit, dat historische bronnen uit de Tiroler middeleeuwen toegankelijk maakt.